# The Last of the Mohicans
The Last of the Mohicans er en amerikansk stumfilm fra 1911 af Theodore Marston.

## Medvirkende
- James Cruze som Uncas.
- Frank Hall Crane som Frank Hall Crane.
- William Russell.
- Alphonse Ethier.
- Florence La Badie.